# Dejan Dražić
Dejan Dražić (en serbi ciríl·lic: Дејан Дражић; nascut a Sombor el 26 de setembre de 1995) és un futbolista professional serbi que juga com a migcampista pel Slovan Bratislava.

## Carrera de club

### OFK Beograd
Dražić es va formar al planter del FK Teleoptik i el FK Partizan. Posteriorment va marxar al club rus FC Rubin Kazan, abans de tornar a Sèrbia i signar el seu primer contracte professional amb l'OFK Belgrad, a 18 anys.
Dražić va debutar oficialment amb el club el 21 de setembre de 2013, entrant a la segona part com a substitut d'Aleksandar Čavrić en una derrota per 0–2 a fora contra el Partizan. Va marcar el seu primer gol com a professional el 19 d'octubre, el primer del seu equip en una derrota per 2–3 a casa contra el FK Radnički 1923.
On 9 novembre 2013, Dražić scored a brace in a 3–2 home win over FK Jagodina. He finished his first senior season with four league goals from 23 appearances.
El 7 d'agost de 2015, Dražić va signar contracte per cinc anys amb el Celta de Vigo de La Liga. Hi va debutar entrant com a substitut de Theo Bongonda en un empat 1–1 contra la SD Eibar.
El 30 d'agost de 2016, Dražić fou cedit al Reial Valladolid de Segona Divisió, per un any.

## Internacional
Dražić ha representat la selecció sub-19 de Sèrbia al Campionat d'Europa de la UEFA sub-19 2014, on hi va disputar tres partits.